# Bahilang
Bahilang is een bestuurslaag in het regentschap Serdang Bedagai van de provincie Noord-Sumatra, Indonesië. Bahilang telt 538 inwoners (volkstelling 2010).